# پاراسیلینگ

آب‌چترسواری در جزیره کیش

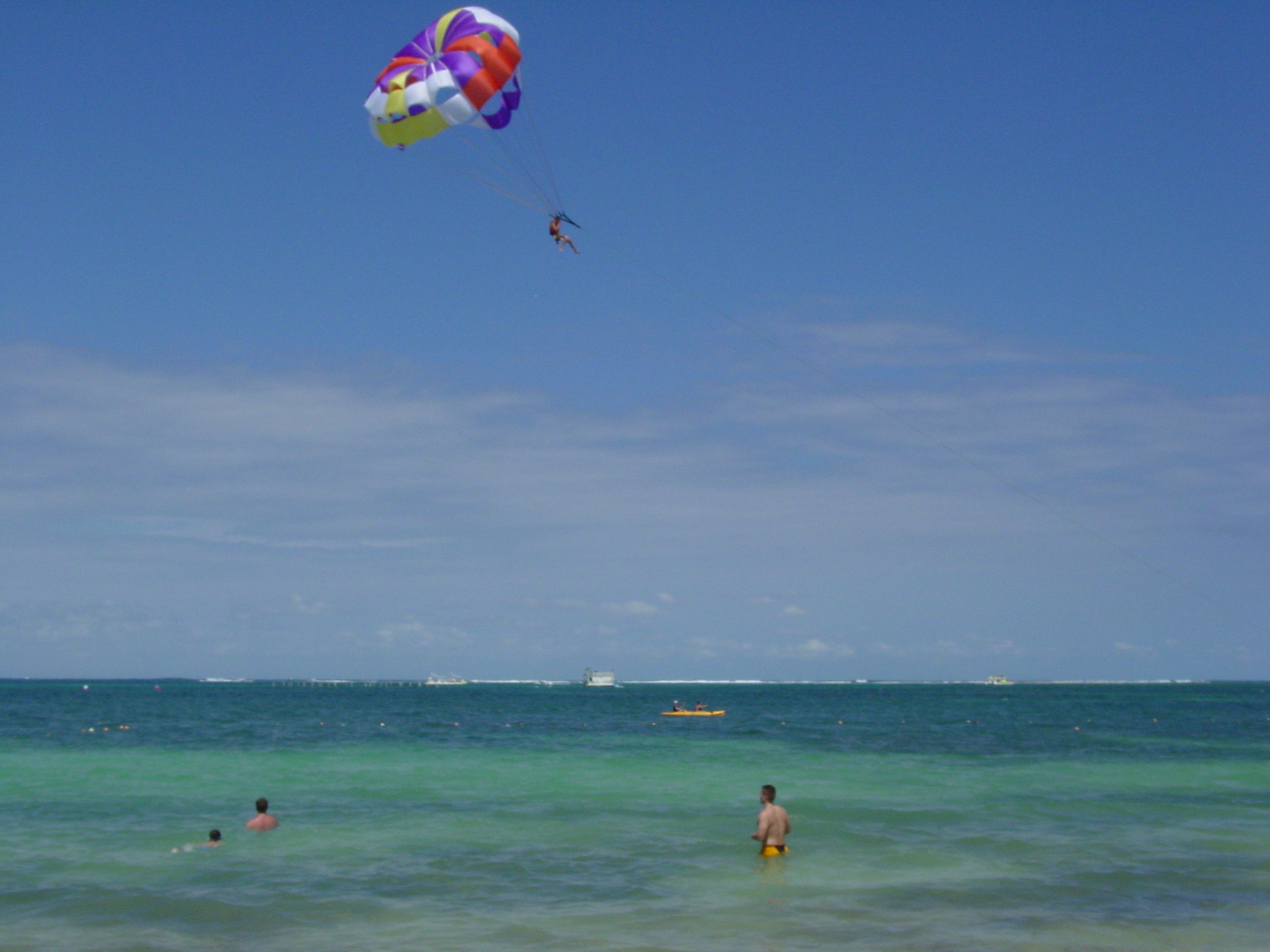
تصویر پرواز - آب‌چترسواری

پاراسِیلینگ (به انگلیسی: Parasailing) یا آب‌چترسواری نوعی ورزش آبی است که در آن ورزشکار توسط چتری که با یک طناب به یک قایق موتوری متصل است به آسمان فرستاده می‌شود. قایق موتوری چتر را به جلو می‌راند و بدین ترتیب فرد در آسمان به پرواز در می‌آید. امکان انجام آب‌چترسواری در ایران در جزیره کیش، مجتمع تله کابین رامسر و از سال ۱۳۹۴ در مجتمع امین آباد واقع در زیبا کنار گیلان (مجتمع قایقران) مهیا است. همچنین در بابلسر نیز امکان آب چترسواری وجود دارد.